# Congresso Internacional das Mulheres Trabalhadoras
Na história, o Congresso Internacional das Mulheres Trabalhadoras (do inglês: "International Congress of Working Women", abreviado ICWW) foi um encontro mundial de feministas inseridas no mercado de trabalho assalariado (trabalho não doméstico familiar), foi o primeiro encontro do tipo, ocorrido no período de 28 de outubro a 6 de novembro de 1919, organizado pela "Liga Sindical Nacional das Mulheres da América" (do inglês: "National Women's Trade Union League of America"), que preparou propostas sobre as preocupações trabalhistas das mulheres, para a Primeira Conferência Internacional do Trabalho (ILC) em 1919, algumas das quais adotadas pela Comissão da ILC sobre o Emprego das Mulheres, resultando na aprovação da Convenção de Proteção à Maternidade de 1919.

## Antecedentes
O início da industrialização nos séculos XVIII transformou os métodos de produção e revolucionou as relações sociais, começando no norte da Europa. Têxtil estava entre as primeiras indústrias radicalmente alteradas pelo uso de máquinas e pela concentração da mão de obra em moinhos e fábricas. Ocorrendo uma demanda por mão de obra não qualificada, que atraiu um grande número de mulheres e crianças para o mercado de trabalho industrial assalariado.
As operárias de fábricas, assim como os homens, enfrentavam longas jornadas em condições horríveis no local de trabalho, mas exclusivas do sexo feminino, elas sofriam com salários mais baixos, práticas discriminatórias de contratação além do duplo fardo do trabalho doméstico familiar.
Outros setores da economia apresentavam mais riscos únicos. O serviço doméstico, uma importante fonte de emprego para as mulheres, oferecia pouco tempo livre e deixava as vulneráveis à exploração sexual. Preocupações com a exploração geral e específica do sexo levaram as trabalhadoras na Europa e nos Estados Unidos a se organizarem e iniciarem greves por salários e carga horária de trabalho justos.
Na segunda metade do século XIX, poderosas federações nacionais da classe trabalhadora e partidos políticos começaram a se formar e exigir mudanças nas condições de trabalho, mas as mulheres foram marginalizadas, se não totalmente excluídas dessas organizações, que defendiam sobretudo os direitos do trabalhador masculino.
No início do século XX, ativistas trabalhistas e aliados da classe alta reuniram-se em organizações nacionais dedicadas, em busca da justiça industrial, democracia e dos direitos femininos. Estes incluíram a "Liga Britânica Sindical Feminina" (do inglês: "Women's Trade Union League") fundada em 1874, e a "Liga Sindical Feminina da América" ("Women's Trade Union League of America"), fundada em 1903.

## Formação do Congresso
O ano de 1919 marcou o início da Conferência de Paz de Paris e do Tratado de Versalhes, que incluía uma Carta do Trabalho exigindo a criação de um órgão internacional dedicado a regular o trabalho à nível mundial. O Tratado criou um governo mundial permanente, a Liga das Nações, bem como a "Organização Internacional do Trabalho" ("International Labour Organization"- ILO), que tinha a responsabilidade de abordar questões trabalhistas, estabelecer padrões internacionais de trabalho e promover a paz por meio da justiça social.
O trabalho internacional voltou sua atenção para a ILO e a Conferência de Paz de Paris. Margaret Dreier Robins, presidente da organização trabalhista norte-americana "Women's Trade Union League" (WTUL), aproveitou este encontro internacional como uma oportunidade para abordar a nova era para as mulheres cujo trabalho mostrava-se essencial para a produção de alimentos, munições e manufaturas no período da Primeira Guerra Mundial. A WTUL incentivou mulheres de todo o mundo a se reunirem na conferência para debaterem as preocupações em torno das condições de trabalho. Rose Schneiderman e Mary Anderson, ambas membros da diretoria da WTUL, foram à França para se dirigirem à recém-criada ILO. Trouxeram um documento listando as normas trabalhistas elaboradas pelo Comitê de Reconstrução Social e Industrial da WTUL ("WTUL's Committee on Social and Industrial Reconstruction"), que incluía normas como "salário igual para trabalho igual", máximo de oito horas diárias de trabalho e quarenta e quatro horas semanais, proibindo o trabalho noturno para mulheres e salários sociais para maternidade, velhice e desemprego. Schneiderman e Anderson, não puderam apresentar o documento da WTUL à Conferência, mas se reuniram com Margaret Bondfield da Grã-Bretanha e muitas outras líderes trabalhistas do mundo, que concordaram em estabelecer uma conferência internacional das mulheres trabalhadoras para se preparar para a próxima convenção da ILO, que ocorreria em outubro em Washington DC. Uma convocação para delegadas foi rapidamente estabelecida e instou as mulheres de sindicatos reconhecidos internacionalmente a participar da ICWW. O Congresso Internacional de Mulheres Trabalhadoras foi então estabelecido e, programado para se reunir em meados de outubro para discutir e estabelecer suas próprias diretrizes trabalhistas que protegeriam internacionalmente as mulheres trabalhadoras.

1º Congresso Internacional de Mulheres Trabalhadoras convocado pela National Women's Trade Union League of America, Washington, DC, 28 de outubro de 1919

## Objetivos e realizações da ICWW
Vinte e oito delegadas da Argentina, Bélgica, Canadá, Tchecoslováquia, França, Grã-Bretanha, Índia, Itália, Noruega, Polônia e Suécia participaram do congresso internacional de mulheres. No entanto, mulheres de Cuba, Dinamarca, Japão, Holanda, Sérvia, Espanha e Suíça também participaram e participaram da tomada de decisões. Ao todo, mais de duzentas mulheres participaram do congresso. Margaret Dreier Robins, da WTUL, presidiu o Congresso Internacional das Mulheres Trabalhadoras de 1919 e planejou criar um projeto de resolução a ser enviado à primeira conferência anual da Organização Internacional do Trabalho.
Após dez dias, os delegados do ICWW finalizaram muitas decisões que giravam em torno das normas trabalhistas. O ICWW completou um documento que continha dez disposições que seriam apresentadas à OIT durante sua primeira conferência anual em Washington DC O congresso incluiu uma exigência em seu documento que exigia aumentar o número de delegados da OIT de cada nação de quatro para seis e também exigem que duas das seis sejam mulheres. Além disso, a ICWW foi responsável pela criação de uma organização eterna, a Federação Internacional de Mulheres Trabalhadoras. No entanto, todas essas decisões e o estabelecimento dessas disposições não vieram sem debate. As operárias presentes na conferência se dividiram ao discutir a jornada de oito horas, o trabalho noturno e o seguro maternidade. Todos esses debates partiram de como definir a "mulher trabalhadora". Seja para definir as mulheres trabalhadoras por meio de uma maneira neutra de gênero, ou por meio de uma legislação trabalhista "protetora". Os delegados da Noruega e da Suécia propuseram que as mulheres não pudessem trabalhar durante a noite porque isso as colocaria em perigo. Schneiderman acreditava que isso não era verdade e propôs que, se as mulheres quisessem trabalhar à noite e correr o risco, deveriam poder fazê-lo. O congresso dividiu  opiniões ao aderir à limitação do trabalho noturno das mulheres, mas também estendeu essa proposta a todos os homens.
Além disso, a delegada da Checoslováquia Marie Majerová exortou as delegados a considerar as responsabilidades domésticas familiares das mulheres como parte do dia de oito horas. Ela reconheceu que este tipo de trabalho estava pesadamente sobre os ombros delas e entendeu que isso tem um grande impacto mundial sobre as mulheres. Infelizmente, os delegados não acharam esta opinião atraente e, uma discussão mais ampla sobre o trabalho doméstico não ocorreu. Em vez disso, Robins concentrou a discussão do dia de oito horas em torno do trabalho doméstico agrícola e industrial. Finalmente, as mulheres do congresso concordaram em um dia de oito horas e uma semana de quarenta e quatro horas à todos os trabalhadores.
Ao discutir o tema da proteção à maternidade, os delegados americanos e britânicos concordaram em suas opiniões sobre o trabalho assalariado de forma livre da maternidade. No entanto, muitas outras nações acreditavam que as mulheres poderiam misturar trabalho assalariado e responsabilidades familiares se tivessem certas provisões. As mulheres da Bélgica acreditavam que as mulheres precisavam das tardes de sábado para fazer as tarefas domésticas e compras, e as mulheres da França e da Itália acreditavam que as mulheres precisavam de creches perto do local de trabalho e também precisavam de intervalos para amamentar, além de dois intervalos que lhes permitiriam fazer as refeições com a família. Os delegados americanos e britânicos não concordaram que as mulheres deveriam amamentar seus filhos no trabalho. Jean Bouvier, da delegação francesa, defendeu a necessidade da amamentação no trabalho. Ambas as opiniões foram trazidas à conferência da ILO.
Após debates e discussões, o ICWW criou um documento que foi apresentado na Conferência Internacional do Trabalho. O documento abordava: jornada de oito horas e semana de quarenta e quatro horas para todos os trabalhadores, limites ao trabalho infantil, benefícios maternidade, proibição do trabalho noturno para homens e mulheres e em situações de risco, novas políticas para desempregados e emigração, uma "distribuição equitativa das matérias-primas existentes no mundo", o fim do bloqueio russo e a criação de um escritório permanente do Congresso Internacional das Mulheres Trabalhadoras com sede nos Estados Unidos.

## Comissão sobre o Emprego das Mulheres
Uma comissão da OIT, The Commission on the Employment of Women, foi responsável por duas convenções: da Proteção à Maternidade e do trabalho noturno feminino. Ambas as convenções foram amplamente afetadas pelas propostas da ICWW e pelas principais mulheres da ICWW. A Convenção de Proteção à Maternidade abrangeu uma variedade de disposições que regem os benefícios de maternidade em empresas industriais e comerciais. Jeanne Bouvier, Margaret Bonfield, Mary Macarthur e Constance Smith participaram da ICWW e foram nomeadas como delegadas da Comissão sobre o Emprego das Mulheres durante a conferência da OIT. A Convenção de Proteção à Maternidade documentou seus acordos e decisões sobre a proteção das trabalhadoras e formou um documento composto por doze artigos. O documento afirmava: as mulheres receberiam uma licença de maternidade de seis semanas após o nascimento do filho, as mulheres receberiam benefícios suficientes para a manutenção integral da saúde dela e de seu filho, as mulheres teriam proteção no emprego, direito a atendimento gratuito por um médico ou parteira certificada e, uma vez de volta ao trabalho, ela terá dois intervalos de meia hora para amamentar seu filho recém-nascido. As nações que ratificassem a convenção concordariam com suas disposições e as incorporariam na legislação de suas nações. As mulheres da ICWW foram influentes nas decisões tomadas durante a Convenção de Proteção à Maternidade da Organização Internacional do Trabalho.
Durante a segunda conferência que abordou o trabalho noturno das mulheres, as mulheres do ICWW também expressaram suas opiniões. Betsy Kjelsberg, da Noruega, acreditava que leis especiais estabelecidas para a proteção das mulheres também eram humilhantes. Ela explicou que trabalharia para a eliminação gradual do trabalho noturno para ambos os sexos. As disposições finais da convenção de trabalho noturno proibiam o emprego de mulheres entre as 22h e 5h, mas não estendeu essa disposição aos trabalhadores masculinos.

## IFWW após 1919
O segundo Congresso Internacional da Mulher Trabalhadora, que ocorreu em 1921 em Genebra, abordou a adesão à organização eterna da ICWW, a Federação Internacional da Mulher Trabalhadora. A Federação comprometeu-se e permitiu que sindicatos com membros do sexo feminino se juntassem à federação e também permitiu que organizações trabalhistas femininas que compartilhassem os mesmos valores também se juntassem a eles.
Em Viena, em 1923, ocorreu a terceira Conferência Internacional de Mulheres Trabalhadoras. Esta conferência discutiu os desafios de se relacionar com um movimento trabalhista internacional que era em grande parte orientado e dominado por homens. Os delegados da terceira ICWW decidiram se juntar à Federação Internacional de Sindicatos, o que faria com que a federação se dissolvesse.